# Accusativo incipitale
L'accusativo incipitale nella letteratura classica occidentale è un sintagma che definisce la pratica canonica nei poemi epici di porre in prima posizione assoluta, cioè all'inizio del primo verso del primo canto (all'incipit e da questo la qualificazione di incipitale) una parola declinata al caso accusativo che determina e definisce l'argomento di tutto il poema.
Ad esempio il sostantivo  Μῆνιν (ira)  è  declinato all'accusativo nel primo verso dell'Iliade:
(Omero, Iliade, I-1)